# Birmingham, Michigan
Birmingham är en stad i Oakland County i sydöstra Michigan i USA. Birmingham har 20 103 invånare (2010).

## Personer från Birmingham
- Christine Lahti, skådespelerska
- Alexi Lalas, fotbollsspelare
- Sam Raimi, regissör
- Sheila Young, skridskoåkare